# Caja de seguridad

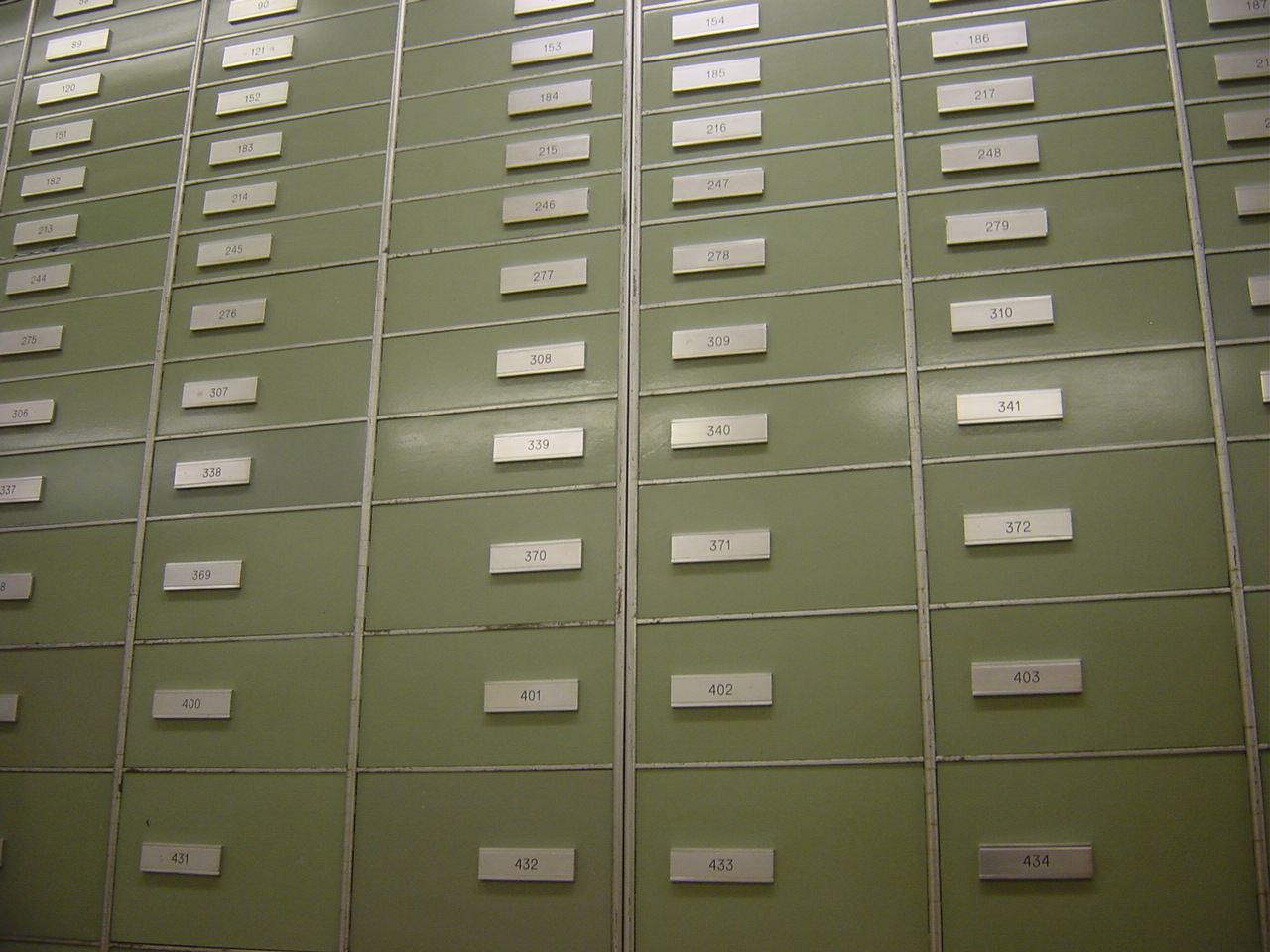
Cajas de depósito seguro dentro de un banco suizo.

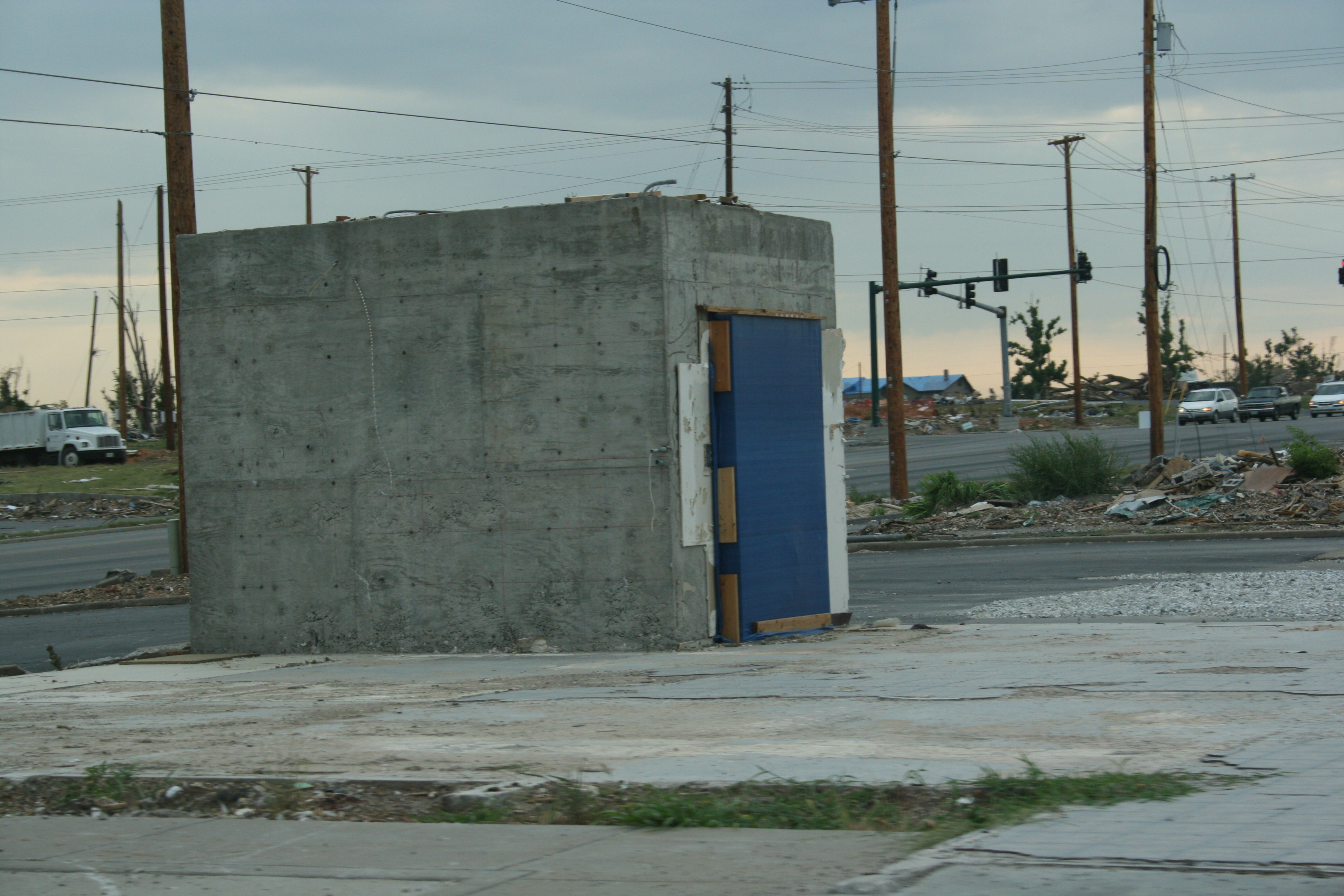
Bóveda de depósito seguro después del Tornado de Joplin de 2011.

Una caja de seguridad , a veces denominada caja de depósito segura o caja fuerte es un contenedor individualmente seguro, normalmente contenido dentro de un seguro más grande o la  bóveda de banco. Las cajas de depósito seguro están generalmente localizadas en bancos, oficinas de correo u otras instituciones. Las Cajas de depósito seguro suelen contener objetos valiosos, como pedrerías, metales preciosos, moneda, valores canjeables, documentos importantes como voluntades, acciones de propiedad, y certificados de nacimiento, o almacenamiento de datos del ordenador para protección para un caso de robo, fuego, inundación, u otro peligros. En los Estados Unidos, el hecho de alquilar una caja de depósito segura en un banco no significa que la propiedad esté automáticamente asegurada. Un individuo tiene que contratar todavía un seguro para la caja de seguridad que la cubra de robos y desastres naturales.
En el contexto típico, un usuario (renter) paga al banco un precio por el uso de la caja, que puede ser abierta sólo con la presentación de una llave asignada, la llave de guardia del propio del banco, la firma apropiada, y a veces algún tipo de código. Algunos bancos además utilizan una seguridad de control dual de tipo biometrico  para complementar los procedimientos de seguridad convencionales. Las medidas de seguridad utilizadas por muchas instituciones a menudo hacen de la caja de seguridad un repositorio pobre para voluntades, poderes de abogado y otros documentos si el dueño no ha autorizado firmantes adicionales de la cuenta.
Muchos hoteles, lugares turísticos y barcos de crucero también ofrecen cajas de depósito seguro a sus clientes, para un uso provisional durante su estancia. Estas instalaciones pueden estar localizadas detrás del escritorio de recepción, o con un anclaje seguro dentro de las habitaciones privadas para mayor intimidad.
Los contenidos de las cajas de depósito seguro pueden ser confiscados bajo la teoría legal de propiedad abandonada.